# 丹羽真由実
丹羽 真由実（にわ まゆみ、1982年11月15日 - ）は、NTBに所属するフリーアナウンサー。

## 経歴
- 愛知県知多市出身。愛知県立横須賀高等学校、明治大学商学部卒業[2]。大学の同級生に鹿児島放送アナウンサーの中西可奈がいる[3]。
- 明大在学中は政治経済学部の基礎マスコミ研究室に所属するかたわら、横浜ベイスターズのマスコットガールや、社会人ラグビー・セコムラガッツのチームリポーターを務めていた。
- 2006年4月、テレビ金沢（KTK）[2] に入社した。『石川まるごと探検隊』などのレギュラー番組やスポーツ中継のリポーターなどを担当後、2009年9月30日をもってKTKを退社した。
- 同年10月5日、テレビ北海道（TVh）[2] に移籍した。『けいざいナビ』のキャスターを始め、ニュース番組や競馬・野球・サッカー中継などに出演した後、2012年3月31日に退社した。
- フリー転向後しばらくは、母校の明治大学でマスコミクラブの講師と故郷の愛知県知多市で広報アドバイザーを兼務していたが、2013年1月から10月までFOX SPORTS ジャパン専属アナウンサーを務める[1]（アナウンサー事務所・ボイスワークスからの派遣）[2]。
- 2013年11月、福岡放送（FBS）に移籍した。2016年9月30日、契約満了により退社した[4]。
- 2017年1月よりセントラルジャパンに所属し、フリーアナウンサーとして名古屋を中心に活動している[5]。
- 移籍時期は不明だが、2024年1月現在はNTBに所属している。

## 人物・エピソード
- 血液型A型、さそり座。身長165cm。
- 趣味は、旅行・ゴルフ・ドライブ・スポーツ観戦。
- 特技は、マリンスポーツ（水泳、2級船舶免許、ダイビングライセンス有り）、書道、大正琴。
- 中学校時代は水泳部に所属して、平泳ぎと自由形の選手として活動。高校時代は野球部に所属して、マネージャーとして甲子園出場を目指した。大学時代はスポーツ新聞部に所属して、硬式野球部とゴルフ部、新体操部の記者を担当した[6][7]。
- KTKで同期入社の松濤まりとは今でも交流が深い[8]。
- 姉と弟がいる[9]。

## 出演・担当番組

### FBS時代の出演番組
- NEWS5ちゃん（中継・レポート）
- ZIP!（5:58,6:28,6:58のローカルパート）
- NEWSめんたいPlus（中継・レポート）
- えんた５楽（ナレーション）

### FOX SPORTS ジャパン専属時代
- 「FOX SPORTS ジャパン BASEBALL CENTER」専属アナウンサー（プロ野球中継 福岡ソフトバンクホークス・千葉ロッテマリーンズ・オリックス・バファローズのセ・パ交流戦を含めた公式戦全試合とクライマックスシリーズ進出時の全試合の完全中継。）[1]

### フリー転向後
- 北海道日本ハムファイターズ公式戦中継 ベンチリポーター、ヒーローインタビュアー（GAORA）
- LBO女子ボウリングツアー中継 リポーター（BS-TBS）
- プロゴルフツアー スタートアナウンス
- JRA日本中央競馬会主催 イベントMC
- ホリエモン祭in名古屋「ビッグ対談2017」MC（2017年5月6日、萬松寺・白龍ホール）[10]

他

### テレビ北海道在籍時
- けいざいナビ北海道 メインキャスター(2010年4月 - 2012年3月) - 2010年1月 - 2010年3月までは、「暮らしにe！」ナレーションを担当
- TVh道新ニュース キャスター (2009年10月 - 2012年3月)
- TVhサマー競馬(2010年、2011年シーズン) - JRA函館記念 放送直前スペシャル番組も担当
- プロ野球中継・北海道日本ハムファイターズ公式戦 ベンチリポーター、ヒーローインタビュアー
- Jリーグ中継・コンサドーレ札幌公式戦 ピッチリポーター
- TVh杯ジャンプ大会 中継リポーター
- 第1回 札幌ドーム6時間リレーマラソン特別番組
- 北海道DAISUKI道東満喫・満足旅 帯広エリア案内人、北見・網走エリアナレーション(2011年11月26日放送)
- TXNザ・ドキュメンタリー大賞エントリー作品
  - 「ゆめぴりかの挑戦 〜6．8％の追求と誤算〜」ナレーション
  - 「殖やせホッキョクグマ 〜絶滅回避に立ち上がる動物園〜」ナレーション
- 「いのちの大地・知床～作家・立松和平の伝えたかった思い～」ナレーション
- 「未来（あす）の扉」ナレーション
- シネマファン ナレーション(2009年10月 - 2012年3月)
- らっぴぃ通信(2009年10月 - 2012年3月)
- アナウンサー読み聞かせ隊

テレビ東京制作
- ワールドビジネスサテライト(2011年9月30日放送「トレンドたまご」リポーター)
- ニュースFINE 2010年雪まつり会場からの中継
- 日曜ビッグバラエティ「B級グルメ☆スター誕生2」北海道・東北エリアリポーター
- HAISAI2011 IN沖縄 北海道地区リポーター

テレビ大阪制作
- きらきらアフロ 北海道案内人

### テレビ金沢在籍時
- 石川まるごと探検隊 メインキャスター（探検隊の衣装を着て登場）(2006年7月 - 2009年9月)
- びービーみつばち スポーツコーナー、びービータイムス、中継などを担当(2006年7月 - 2009年6月)
- Smile!（「にわのサキドリ◎」などを担当）(2007年4月 - 2009年6月)
- となりのテレ金ちゃん ニュースキャスター(2009年7月 - 2009年9月)
- 高校相撲金沢大会中継 応援席、土俵溜まりリポーター、優勝インタビュアー(第90-93回大会)
- 全国高校サッカー選手権大会 石川県大会決勝戦 応援席、ベンチリポーター(第85-87回大会)
- 石川県市町対抗ふるさと駅伝 中継所リポーター
- 北信越BCリーグ石川ミリオンスターズ主催試合 スタジアムDJ
- 北國新聞ニュース
- テレビ金沢ニュース
- テレ金倶楽部 メールマガジン編集

### その他の活動
- 映画『しあわせのかおり』（中谷美紀主演、金沢が舞台の映画）
- 日刊スポーツ新聞 コラム「Fのアナ」(2011年シーズン連載)
- 月刊poroco コラム「おいしいニュース」(2010年1月号 - 2012年4月号まで連載)